# Rosenkogel (Gaaler Tauern)
Der Rosenkogel ist ein 1918 m ü. A. hoher Berg in der Obersteiermark, der zu den Gaaler Tauern gehört und in der Gemeinde Pölstal liegt. Östlich des Gipfels befindet sich auf 1817 m ü. A. die Maria-Loretto-Kapelle.

## Touristische Bedeutung
Vom südlich gelegenen Sommertörl aus kann der Gipfel und der Rückweg zum Sommertörl mit einer Gesamtlänge von vier Kilometern in einer Gesamtzeit von eineinviertel bis eineinhalb Stunden erwandert werden. Der Berg gilt als beliebtes Ziel zum Skibergsteigen und weist dabei einen leichten, für Anfänger geeigneten, Schwierigkeitsgrad auf. Die Abfahrt hat eine Steilheit von ungefähr 20 Grad. Bei einer längeren Tour kann noch das nördlich gelegene Lahneck in die Tour einbezogen werden.